# Fawkes (travhäst)
Fawkes, född 20 maj 2008 i Pennsylvania, är en amerikansk varmblodig travhäst, mest känd för att ha segrat i Currier & Ives (2011) och Konung Gustaf V:s Pokal (2012).

## Bakgrund
Fawkes är en brun valack efter S.J.'s Caviar och under Up Front Peg (efter Andover Hall). Han föddes upp av Ed C. Mullinax & James W. Simpson och ägdes av Swemab Holding AB, m.fl.. Han tränades under sin tävlingskarriär av Jonas Czernyson, Roger Walmann, Åke Svanstedt och Peter Untersteiner.
Fawkes sprang under sin tävlingskarriär in 2 540 850 kronor på 34 starter varav 7 segrar, 2 andraplatser och 7 tredjeplatser. Han tog karriärens största segrar i  Currier & Ives (2011) och Konung Gustaf V:s Pokal (2012).

### Karriär
Fawkes debuterade som tvååring i Nordamerika 2010. Under debutsäsongen segrade han i två av nio starter. Som treåring gjorde han 17 starter och segrade två gånger, bl.a. Currier & Ives. Under treåringssäsongen kom han även på femte plats i Kentucky Futurity.
Inför fyraåringssäsongen importerades Fawkes till Sverige och tog tre segrar på åtta starter. Han tog en av sin karriärs större segrar i Konung Gustaf V:s Pokal. Han segrade även i ett uttagningslopp till Sprintermästaren, och slutade trea i finalen bakom Brad de Veluwe och Panne de Moteur.
2018 exporterades Fawkes till Norge.